# 曽根 (豊中市)

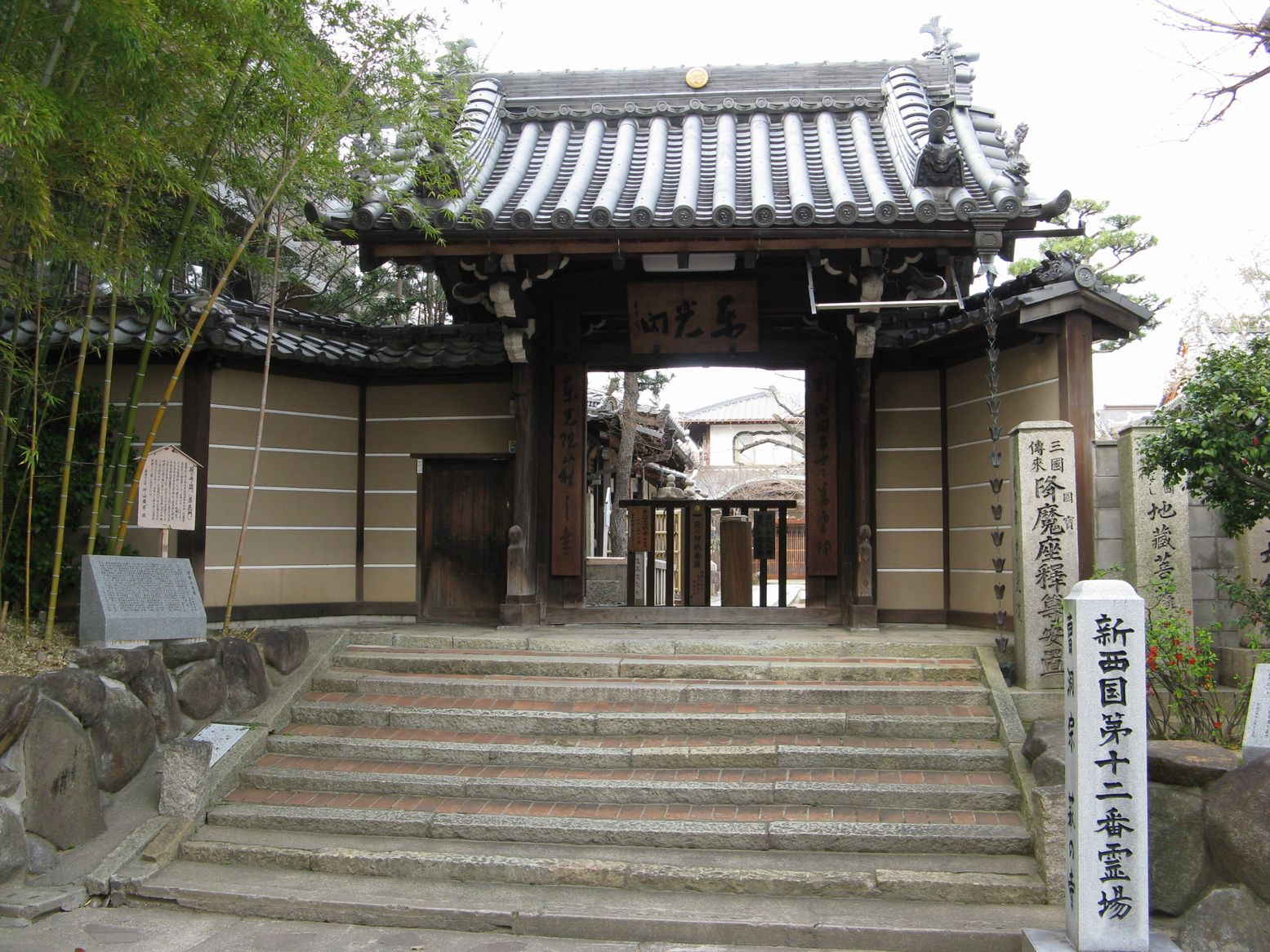
東光院（萩の寺）

曽根（そね）は、大阪府豊中市中部に位置する地区。住居表示町名は曽根東町（そねひがしのちょう）・曽根西町（そねにしまち）・曽根南町（そねみなみまち）に分かれる。「曽根」といえば、一般的には上記の町域を指すが、ここでは1970年（昭和45年）まで豊中市大字曽根に含まれていた地域についても述べる。

## 地理
千里丘陵の南端部に当たり、台地の上下に跨る。城山町の東辺を天竺川が南流するが、以南は平野に出るため天井川になっている（服部を参照）。北側で岡町地区と、南側で服部地区と接する。
東部を国道176号が、中部を阪急宝塚線が南北に貫き、宝塚線には曽根駅がある。東西の交通は、台地下の道路を除き発達していない（東西交通の不備は豊中市全体にも言える）。このため曽根駅前の商店街（1.5車線）が車の抜け道と化すなど、交通上の問題が表面化している。

## 歴史
江戸時代には豊島郡曽根村と称した。鎮守は原田神社（現在の岡町地区）。明治2年（1869年）から翌々年までの一時期、兵庫県に属した。明治22年（1899年）の市町村制施行により豊島郡中豊島村となる。昭和22年（1947年）に豊中市に編入され、大字曽根となった。昭和27年（1952年）の地名変更により「曽根東1～2丁目」が成立し、以後数次の地名変更を経て現在に至る。原田城は市の史跡になっている。
明治45年（1912年）5月30日、箕面有馬電気軌道（のちの阪急電鉄）の開通から2ヵ月遅れて曽根駅が設置された。当初は近郊農村として、昭和初期からは近郊住宅街として開発が進んだ。
昭和10年（1935年）には曽根駅東側にあった実業家・志方勢七の敷地約4000坪の邸宅「衆楽園」を改装し、料亭「大阪星ヶ岡茶寮」が開設されている。北大路魯山人ゆかりの料亭であり、旧日本軍の幹部が集まり、阪神間の財界人の評判を呼んだ。終戦の年の昭和20年（1945年）に空襲で焼失したが、復興後昭和40年代半ばまで営業していた。

## 街並み
阪急曽根駅近辺は、阪神間モダニズムの影響で昭和初期から阪急電鉄によって沿線住宅地として開発され、大きな石垣を持つ屋敷が立ち並び、かつては｢西の芦屋、東の曽根」と並び称されていた。
その名残は現在でも見られ、曽根西町には国の登録有形文化財に登録された旧羽室家住宅がある。昭和12年に住友化学工業重役であった羽室廣一の邸宅として建築され、昭和28年より大阪ガス副社長の四角誠一の所有となり、平成15年まで住居として使用されていたものである。
駅の東側に豊中市立文化芸術センターなどの文化施設があり、また、南に下ると豊島公園、豊中ローズ球場などが立地する。

## 施設・店舗など
- 東光院（萩の寺）
- 豊中市立文化芸術センター
- 豊中曽根郵便局
- 豊中市立第一中学校
- 豊中市立中豊島小学校
- 豊中市立豊島北小学校
- 豊中ローズ球場
- 原田城跡

## 交通
- 阪急電鉄宝塚本線曽根駅
- 国道176号を阪急バスが走る。大阪国際空港へはバス一本（160系統）で行けるものの、南行は多くが日出町（阪急バス本社前）止で、新大阪駅へは10往復があるのみ。
- 国道176号

## 地名
- 曽根東町1 - 6丁目
- 曽根西町1 - 4丁目
- 曽根南町1 - 3丁目

### 大字曽根に含まれていた地域
- 桜塚本通1丁目
- 原田南町
- 原田元町3丁目
- 長興寺南1 - 2丁目
- 城山町1 - 2丁目